# Сеара Спортинг Клуб
Сеара Спортинг Клуб (на португалски: Ceará Sporting Club или просто Сеара) е бразилски футболен отбор от град Форталеза, щат Сеара. Състезава се в Бразилската Серия Б.

## История
Клубът е основан на 2 юни 1914 г., като първоначално носи името „Rio Branco Football Club“, а клубните цветове на отбора са бяло и лилаво. Година по-късно, през 1915 г. се преименува на Сеара Спортинг Клуб, име което носи и до днес. През 1971 г. за първи път печели промоция за елитната Серия А, но изпада още в същия сезон.
В периода 1975 г. до 1978 г. печели на четири пъти Кампеонато Сеарензе, шампионата на щата Сеара. През 1994 г. достига финала в турнира за Купата на Бразилия, където след нулево равенство у дома, губи трофея при гостуването с 0:1 от Гремио.
През 1995 г. взима участие в турнира Копа КОНМЕБОЛ, като става част от 21-те бразилски клуба участвали в изданието на турнира и единствен представител на щата Сеара. През 1996 г. сменя клубните си цветове на черно и бяло. През периода 1996-1999 г. става отново четирикратен шампион на щата. В турнира за Купата на Бразилия има и два загубени полуфинала. През 2005 г. отстранява Фламенго със звездата Роналдиньо в състава си, но губи срещу Флуминенсе, а през 2011 г. и от Коритиба.
През 2010 г. след 17-годишно отсъствие от елита, Сеара се завръща в Серия А, след като завършва на трето място в Серия Б през 2009 година. Завършва на 12-о място в крайното класиране и участва в турнира Копа Судамерикана, но е отстранен от Сао Пауло.
Играе домакинските си срещи на Ещадио Президенте Варгас, както и на реконструирания за Световното първенство по футбол 2014 - Ещадио Кастеляо. Най-големият конкурент на клуба е градският съперник Форталеза. Дербито между двата съперника (към 2013 година) се играе цели 511 пъти в които Сеара печели 174 победи, Форталеза 156, а 176 срещи завършват наравно.

## Успехи
Кампеонато Сеарензе
- Шампион (42): 1915, 1916, 1917, 1918, 1919, 1922, 1925, 1931, 1932, 1939, 1941, 1942, 1948, 1951, 1957, 1958, 1961, 1962, 1963, 1971, 1972, 1975, 1976, 1977, 1978, 1980, 1981, 1984, 1986, 1989, 1990, 1992, 1993, 1996, 1997, 1998, 1999, 2002, 2006, 2011, 2012, 2013

Купа на Бразилия
- - Финалист (1): 1994

## Известни футболисти
- Жеан Карлош
- Марсело Никасио
- Адемар Жуниор
- Жулиано Белети
- Тиаго Трейшел
- Едмилсон